# Vojin
Vojin je moško osebno ime.

## Izvor imena
Ime Vojin je različica moškega osebnega imena Vojko.

## Pogostost imena
Po podatkih Statističnega urada Republike Slovenije je bilo na dan 31. decembra 2007 v Sloveniji število moških oseb z imenom Vojin: 60.

## Osebni praznik
V koledarju je ime Vojin zapisano pri imenu Vojko.